# 白俄罗斯国民议会
白俄罗斯共和国国民议会是白俄羅斯的国家立法机构。白俄罗斯国民议会实行两院制。
- 共和国院为上議院。
- 众议院为下議院。

白俄罗斯国民会议的前身是白俄罗斯最高苏维埃。